# Uttertjärnen (Äppelbo socken, Dalarna)
Uttertjärnen är en sjö i Vansbro kommun i Dalarna och ingår i Göta älvs huvudavrinningsområde.